# Foxtrot (gångart)
Foxtrot är en unik gångart som existerar naturligt hos den amerikanska hästrasen Missouri fox trotter, men den kan även tränas fram hos andra hästar. Gångarten är väldigt speciell och en häst som går i foxtrot skrittar med frambenen och antingen travar eller galopperar med bakbenen.
Foxtrot är en fyrtaktig gångart, dock med ett längre mellanrum mellan den andra och den tredje takten, vilket gör gångarten något oregelbunden. Gångarten är väldigt lik vanlig trav. Under en foxtrot har hästen varierande 3 och sedan 2 hovar i marken varannan gång. Foxtrot ska dock vara bekväm för ryttaren att rida samtidigt som hästarna är säkra på foten i gångarten.